# Romy Logsch
Romy Logsch (Riesa, 5 febbraio 1982) è un'ex bobbista tedesca, vincitrice di tre titoli mondiali e di un titolo europeo nel bob a due.

## Biografia
Prima di dedicarsi al bob, la Logsch ha praticato l'atletica leggera cimentandosi nel lancio del disco.

Passa al bob nel 2006 iniziando a gareggiare come frenatrice per il team della campionessa olimpica in carica Sandra Kiriasis in sostituzione di Anja Schneiderheinze, fino ad allora compagna della Kiriasis e nel frattempo passata al ruolo di pilota. Debutta in Coppa del Mondo nella stagione 2006/07, ottiene il suo primo podio il 1º dicembre a Calgary (3ª nel bob a due) e la sua prima vittoria il 12 gennaio 2007 a Cortina d'Ampezzo.
In vista della stagione 2009/10 stabilisce un nuovo sodalizio con Cathleen Martini con la quale partecipa anche ai Giochi olimpici invernali di Vancouver 2010 non venendo però classificate a seguito di un ribaltamento avvenuto nella quarta manche.
La Logsch viene soprattutto ricordata per i successi ottenuti ai campionati mondiali, conquistò infatti ben tre medaglie d'oro nel bob a due: a Sankt Moritz 2007 e ad Altenberg 2008 con la Kiriasis e a Schönau am Königssee 2011 con la Martini, raggiungendo la stessa Kiriasis in testa alla classifica delle atlete che hanno vinto il maggior numero di titoli mondiali (tre) nella specialità. Vinse inoltre un oro, con la Martini, agli europei, successo ottenuto ad Igls 2010.
Si ritira dall'attività agonistica nel settembre del 2012 a seguito di un infortunio.

## Palmarès

### Mondiali
- 3 medaglie:
  - 3 ori (bob a due a Sankt Moritz 2007; bob a due a Altenberg 2008; bob a due a Schönau am Königssee 2011).

### Europei
- 1 medaglia:
  - 1 oro (bob a due a Igls 2010).

### Coppa del Mondo
- 18 podi (tutti nel bob a due):
  - 11 vittorie;
  - 4 secondi posti;
  - 3 terzi posti.

#### Coppa del Mondo - vittorie
| Data             | Luogo                | Paese       | Disciplina                          |
| ---------------- | -------------------- | ----------- | ----------------------------------- |
| 12 gennaio 2007  | Cortina d'Ampezzo    | Italia      | a due con Sandra Kiriasis (pilota)  |
| 17 febbraio 2007 | Winterberg           | Germania    | a due con Sandra Kiriasis (pilota)  |
| 7 dicembre 2007  | Park City            | Stati Uniti | a due con Sandra Kiriasis (pilota)  |
| 15 dicembre 2007 | Lake Placid          | Stati Uniti | a due con Sandra Kiriasis (pilota)  |
| 11 gennaio 2008  | Cortina d'Ampezzo    | Italia      | a due con Sandra Kiriasis (pilota)  |
| 26 gennaio 2008  | St. Moritz           | Svizzera    | a due con Sandra Kiriasis (pilota)  |
| 13 novembre 2009 | Park City            | Stati Uniti | a due con Cathleen Martini (pilota) |
| 21 novembre 2009 | Lake Placid          | Stati Uniti | a due con Cathleen Martini (pilota) |
| 12 dicembre 2009 | Winterberg           | Germania    | a due con Cathleen Martini (pilota) |
| 9 gennaio 2010   | Schönau am Königssee | Germania    | a due con Cathleen Martini (pilota) |
| 16 gennaio 2010  | Sankt Moritz         | Svizzera    | a due con Cathleen Martini (pilota) |

### Campionati tedeschi
- 2 medaglie[3]:
  - 2 ori (bob a due a Schönau am Königssee 2007; bob a due a Winterberg 2009).